# Balázs Judit (orvos)
Balázs Judit (Budapest, 1970. április 30. –) magyar orvos, egyetemi oktató, gyermek-, ifjúság és felnőtt pszichiáter szakorvos. Az ELTE Pedagógiai és Pszichológiai Kar (ELTE PPK), Pszichológia Intézet egyetemi tanára és a Oslo New University College Norway egyetemi tanára. Az MTA doktora. 

## Kutatási területe
Az idegrendszer fejlődési zavarai (figyelemhiányos hiperaktivitás zavar és autizmus spektrum zavar) és szuicidológia (öngyilkossági szándékú és nem-öngyilkossági szándékú önsértés), kiemelt fókusszal a gyermek-, serdülő és fiatal felnőttkorra, tünettanra, kockázati-, és védőtényezőkre, életminőségre gyakorolt hatásukra és prevenciós lehetőségekre. Tudományos közleményeit rangos hazai és nemzetközi folyóiratok adják közre.

## Életútja
Felsőfokú tanulmányokat a Semmelweis Orvostudományi Egyetem Általános Orvosi Karán folytatott, orvosi diplomáját 1995-ben vette kézhez. Angliai (Royal London Hospital), németországi (Mainzi Egyetem), hollandiai (Utrechti Egyetem Pszichiátriai Klinika), ausztriai (Bécsi Egyetem Pszichiátriai Klinika) kórházakban és egyetemeken járt tanulmányutakon.
PhD disszertációját klinikai orvostudományok szakágban a SOTE-n védte meg (2003). 2004-ben pszichiátriai, 2007-ben gyermekpszichiátriai szakorvosi képesítést szerzett, 2011-ben az ELTE-n habilitált, 2019-ben lett a Magyar Tudományos Akadémia Doktora.
A Vadaskert Gyermekpszichiátriai Kórház és Szakambulancián megalakulásától egyetemi hallgatóként, majd 2000-2018 között gyermekpszichiáterként dolgozott és kutatómunkát végzett, 2014-2018 között az Intézmény tudományos- és oktatási igazgatója volt. 
2011 óta az ELTE PPK főállású oktatója és a 2011-2022 között Fejlődés-, és Klinikai Gyermekpszichológia tanszék vezetője.
2018 óta a Oslo New University College Norway (korábbi neve: Bjørknes University College, Oslo, Norway) egyetemi tanára.
2020-2022 között a Magyar Pszichiátriai Társaság elnöke.
Az pre- és posztgraduális képzésben, oktatásban mind magyar, mind angol nyelven részt vesz. Mind az ELTE, mint a SE Doktori Iskolájában témavezető.
Több EU támogatott nemzetközi vizsgálat hazai vezetőjeként, valamint hazai grantok vezetőjeként dolgozik.
A az ELTE-n működő "Gyermekkori pszichés zavarok" kutatócsoport vezetője, melyben orvosok, pszichológusok, gyógypedagósok és egyetemi hallgatók végeznek kutató (lsd fentebb kutatási terület, alábbi közlemények) és prevenciós munkát.
Pszichiátriai betegellátó munkát gyermekek, serdülők és fiatal felnőttek körében végez.

## Egyéb tudományos/szakmai munka
- Európai Pszichiátriai Társaság Gyermekpszichiátriai Szekciójának az elnöke
- A Magyar Pszichiátriai Társaság elnöke.
- A Gyermekpszichiátriai Szakmai Kollégium Tanácsadó Testületének elnöke
- Semmelweis Egyetem Gyermekpszichiátriai Szakmai Grémiumának a tagja
- ELTE Kutatásetikai Bizottság – tag
- Magyar Pszichiátriai Társaság kongresszusának évek óta felkért tudományos bizottsági tagja,[3]
- A Pszichiátriai Szakmai Kollégium : az Egészségügyi Minisztérium szakmai irányelvének, A hiperkinetikus zavar (figyelemhiányos/hiperaktivitás zavar) kórismézéséről, kezeléséről és gondozásáról[4] egyik szerzője.

## Családja
Házas, egy leánygyermek édesanyja.

## Tudományos közleményei (válogatás)
- Farkas BF, Takacs ZK, Kollárovics N, Balázs J. (2023) The prevalence of self-injury in adolescence: a systematic review and meta-analysis. Eur Child Adolesc Psychiatry, doi: 10.1007/s00787-023-02264-y. Epub ahead of print.
- McCrone P, Young AH, Zahn R, Eberhard J, Wasserman D, Brambilla P, Balazs J, Caldas-de-Almeida J, Ulrichsen A, Carli V, Antunes A, Schiena G, Quoidbach V, Boyer P, Strawbridge R. (2023). Economic impact of reducing treatment gaps in depression. Eur Psychiatry, 66(1):e57, doi: 10.1192/j.eurpsy.2023.2415.
- Roszik-Volovik X, Brandão AP, Kollárovics N, Frank-Bozóki E, Horváth LO, Kaló Zs,  Farkas BF,  Nguyen Luu LA, Balazs J. (2023) Research Group as Helpers Due to the War in Ukraine: Focus Group Experiences of Women Researchers. Front Psychiatry, 14:1139252, doi: 10.3389/fpsyt.2023.1139252.
- Grosselli L, Herzog K, Aseltine RH, Balazs J, Carli V, Ciffone J, De Leo D, van der Feltz-Cornelis C, Hawton K, Hegerl U, Kõlves K, Kutcher S, Mehlum L, Niederkrotenthaler T, Rezaeian M, Renaud J, Schneider B, Lewitzka U, Hoyer J, Knappe S. (2022). Dos and Don’ts in Designing School-based Awareness Programs for Suicide Prevention: Results of a Three-stage Delphi Survey. Crisis, 43(4):270-277, doi: 10.1027/0227-5910/a000783.
- Katzenmajer-Pump L, Komáromy D, Balázs J. (2022). The importance of recognizing worthlessness for suicide prevention in adolescents with Attention-deficit/hyperactivity disorder. Front Psychiatry, 13:969164, doi: 10.3389/fpsyt.2022.969164.
- Velő S, Keresztény Á, Ferenczi-Dallos G, Pump L, Móra K, Balázs J. (2021) The Association between Prosocial Behaviour and Peer Relationships with Comorbid Externalizing Disorders and Quality of Life in Treatment-Naïve Children and Adolescents with Attention Deficit Hyperactivity Disorder. Brain Sci. 9;11(4):475.
- Katzenmajer-Pump L, Farkas Bernadett F, Varga B, Jansma JM, Balázs J. (2021) Low level of perfectionism as a possible risk factor for suicide in adolescents with attention-deficit/hyperactivity disorder. Front. Psychiatry 12:707831. doi: 10.3389/fpsyt.2021.707831
- Gyori D, Farkas BF, Horvath LO, Komaromy D, Meszaros G, Szentivanyi D, Balazs J. (2021) The Association of Nonsuicidal Self-Injury with Quality of Life and Mental Disorders in Clinical Adolescents—A Network Approach. nt. J. Environ. Res. Public Health. 18(4):1840.
- Hillekens J, Buist KL, Horváth LO, Koper N, Ólafsdóttir J, Karkdijk E, Balázs J. Parent-early adolescent relationship quality and problem behavior in Hungary, the Netherlands, India, and Iceland. Scand J Psychol. 2020 Jul 27. doi: 10.1111/sjop.12667.
- Miklós M, Komáromy D, Futó J,  Balázs J. Acute Physical Activity, Executive Function, and Attention Performance in Children with Attention- Deficit Hyperactivity Disorder and Typically Developing Children: An Experimental Study Int. J. Environ. Res. Public Health 2020, 17, 4071; doi:10.3390/ijerph17114071
- Horváth LO, Győri D, Komáromy D, Mészáros G, Szentiványi D and Balázs J (2020) Nonsuicidal Self-Injury and Suicide: The Role of Life Events in Clinical and Non-Clinical Populations of Adolescents. Front. Psychiatry 11:370. doi: 10.3389/fpsyt.2020.00370
- Keresztény Á, Dallos Gy, Velő Sz, Gádoros J, Balázs J. (2020). Dyskinesia in Treatment-Naive and Stimulant-Treated Children With ADHD. Journal Attention Disorders, J Atten Disord. 2020 May;24(7):981-989. doi: 10.1177/1087054716679262.
- Balázs J. Öngyilkosság-prevenció az iskolákban: A Fiatalkori Mentális Egészség-öntudatosság Program (YAM) bemutatása. (2020) Educatio. 28(3), 541–549
- Kahn JP, Cohen RF, Tubiana A, Legrand K, Wasserman C, Carli V, Apter A, Balazs J, Banzer R, Baralla F, Barzilai S, Bobes J, Brunner R, Corcoran P, Cosman D, Guillemin F, Haring C, Kaess M, Bitenc UM, Mészáros G, McMahon E, Postuvan V, Saiz P, Varnik A, Varnik P, Sarchiapone M, Hoven CW, Wasserman D. (2020) Influence of coping strategies on the efficacy of YAM (Youth Aware of Mental Health): a universal school-based suicide preventive program. Eur Child Adolesc Psychiatry. 2020 Feb 5. doi: 10.1007/s00787-020-01476-w.
- Velö S, Keresztény Á, Ferenczi-Dallos G, Szentiványi D, Horváth LO, Balázs J. (2020) Psychiatric diagnoses in "healthy" control group of a clinical study and its effects on health related quality of life. Psychiatr Hung. 2020;35(1):20-29.
- Kaess M, Eppelmann L, Brunner R, Parzer P, Resch F, Carli V, Wasserman C, Sarchiapone M, Hoven CW, Apter A, Balazs J, Barzilay S, Bobes J, Cosman D, Horvath LO, Kahn JP, Keeley H, McMahon E, Podlogar T, Postuvan V, Saiz PA, Tubiana A, Varnik A, Wasserman D. (2020) Life events predicting first onset of adolescent direct self-injurious behaviour – a prospective multicentre study"  Journal of Adolescent Health. 2020 Feb;66(2):195-201. doi: 10.1016/j.jadohealth.2019.08.018.
- Balázs J. (2019) Öngyilkosság-prevenció az iskolákban: A Fiatalkori Mentális Egészség-öntudatosság Program (YAM) bemutatása. Educatio. 28(3), 541–549
- Miklós M, Futó J, Komáromy D, Balázs J. Executive function and attention performance in children with ADHD: effects of medication and comparison with typically developing children. Int. J. Environ. Res. Public Health 2019, 16(20), 3822;
- Velő Sz, Keresztény Á, Ferenczi-Dallos Gy, Balázs J. Long-term Effects of Multimodal Treatment on Psychopathology and Health-related Quality of Life of Children with Attention Deficit Hyperactivity Disorder Front Psychol. 2019 Sep 24;10:2037. doi: 10.3389/fpsyg.2019.0203
- Barzilay S, Apter A, Snir A, Carli V, Hoven CW, Sarchiapone M, Hadlaczky G, Balazs J, Kereszteny A, Brunner R, Kaess M, Bobes J, Saiz PA, Cosman D, Haring C, Banzer R, McMahon E, Keeley H, Kahn JP, Postuvan V, Podlogar T, Sisask M, Varnik A, Wasserman D. ."A Longitudinal Examination of the Interpersonal Theory of Suicide and Effects of School-Based Suicide Prevention Interventions in a Multinational Study of Adolescents". J Child Psychol Psychiatry. 2019 Oct;60(10):1104-1111. doi: 10.1111/jcpp.13119.
- Szentiványi D, Halász J, Horváth LO, Kocsis P, Miklósi M, Vida P, Balázs J.  A viselkedési zavaros gyermekek életminősége: nemi különbségek és komorbiditás az oppozíciós zavarral. [Quality of life of adolescents with conduct disorder: gender differences and comorbidity with oppositional defiant disorder]. Psychiatr Hung. 2019;34(3):280-286.
- Miklós M, Futó J, Balázs J. (2019) How Do Parents See? The Relationship between Sport Participation and Quality of Life among Boys with ADHD: A Cross-Sectional Study. Psychol Behav Sci Int J. 2019; 10(4): 555796. DOI: 10.19080/PBSIJ.2019.10.555797.
- Brunstein Klomek A, Barzilay S, Apter A, Carli V, Hoven C, Sarchiapone M, Hadlaczky G, Balazs J, Kereszteny A, Brunner R, Kaess M, Bobes J,, Saiz PA, Cosman D, Haring  C, Banzer R, McMahon E, Keeley H, , Kahn JP, Postuvan V,  Podlogart T, Sisask M, Varnik P, Wasserman D, (2019). Bi-directional longitudinal associations between different types of bullying victimization, suicide ideation/attempts and depression among a large sample of European adolescents. Journal of Child Psychology and Psychiatry, 60, 2: 209-215
- Balazs J, Miklosi M, Halasz J, Horváth LO, Szentiványi D and Vida P. (2018). Suicidal Risk, Psychopathology, and Quality of Life in a Clinical Population ofAdolescents. Frontiers Psychiatry 9:17. doi: 10.3389/fpsyt.2018.00017.
- Balazs J Győri D, Horváth LO, Mészáros G, Szentiványi D. (2018). Attention-deficit hyperactivity disorder and nonsuicidal self-injury in a clinical sample of adolescents: the role of comorbidities and gender. BMC Psychiatry. 6;18(1):34. doi: 10.1186/s12888-018-1620-3.
- Balazs J, Kereszteny A. (2017). Attention-deficit/hyperactivity disorder and suicide: A systematic review. World J Psychiatry  22; 7(1): 44-59 DOI: 10.5498/wjp.v7.i1.44
- Balazs J, Miklosi M, Toro KT, Nagy-Varga D. (2016). Reading Disability and Quality of Life Based on Both Self- and Parent-Reports: Importance of Gender Differences. Front Psychol. 15;7:1942. doi: 10.3389/fpsyg.2016.01942
- Balazs J, Keresztény Á. (2014) Subthreshold Attention Deficit Hyperactivity in Children and Adolescents: a Systematic Review. EUROPEAN CHILD & ADOLESCENT PSYCHIATRY  23:(6): 393-408. DOI: 10.1007/s00787-013-0514-7.
- Balazs J, Miklósi M, Keresztéy A, Dallos Gy, Gádoros J. Attention-Deficit Hyperactivity Disorder and Suicidality in a Treatment Naïve Sample of Children and Adolescents. J Affect Disord 2014 Jan;152-154:282-7.
- Balazs J, Fiatalkori öngyilkosság: Rizikófaktorok és megelőzési lehetőségek. Gyermekorvosi Továbbképző Szemle. 18:(4) pp. 172–174. (2013)
- Balazs J, Keresztény A, Pelbáth G, Sinka L, Szilvás F, Torzsa T. Online Media Report on a Hungarian Double Suicide Case: Comparison of Consecutively Published Articles. Psychiatria Danubina 25:(3) pp. 248–254. (2013)
- Bertha E, Balazs J. Subthreshold depression in adolescence: a systematic review. EUROPEAN CHILD & ADOLESCENT PSYCHIATRY 2013 Oct;22(10):589-603.
- Balazs J, Miklósi M, Keresztény Á, Hoven C, Carli V, Wasserman C, Apter A, Bobes J, Brunner R, Cosman D, Cotter P, Haring C, Iosue M, Kaess M, Kahn, Jean-Pierre, Keeley H, Dragan M, Postuvan V, Resch F, Saiz P, Sisask M, Snir A, Tubiana A, Varnik A, Sarchiapone M, Wasserman D. Adolescent Subthreshold-Depression and Anxiety: Psychopathology, Functional Impairment and Increased Suicide Risk. J Child Psychol Psychiat 54(6): 670-677 (2013)
- Balazs J, Dallos G, Keresztény A, Czobor P, Gádoros J. Methylphenidate Treatment and Dyskinesia in Children with Attention-Deficit/Hyperactivity Disorder. J Child and Adoles Psychopharm 21(2):133-138 (2011)
- Gádoros J, Balazs J. A gyermekpszichiátria körébe tartozó zavarok. In: A pszichiátria rövidített kézikönyve. Szerk: Németh A, Füredi J. Medicina, Budapest pp: 421-435 (2011)
- Balazs J. A gyermekpszichiátriában alkalmazott gyógyszeres terápiák. Gyermekgyógyászati Továbbképző Szemle 4:148-151 (2010)
- Wasserman D, Carli V, Wasserman C, Apter A, Balazs J, Bobes J, Bracale R, Brunner R, Bursztein-Lipsicas C, Corcoran P, Cosman D, Durkee T, Feldman D, Gadoros J, Guillemin F, Haring C, Kahn JP, Kaess M, Keeley H, Marusic D, Nemes B, Postuvan V, Reiter-Theil S, Resch F, Sáiz P, Sarchiapone M, Sisask M, Varnik A, Hoven CW.Saving and Empowering Young Lives in Europe (SEYLE): a randomized controlled trial. BMC Public Health 10:192 (2010)
- Balazs J. Mániás és depressziós kevert állapotok: tünettan, szuicid rizikó és farmakoterápia. Psych Hung, 22(Suppl):12-20 (2009)
- Balazs J, Gádoros J, Prekop Cs. Gyermekpszichiátria a felnőtt pszichiátriának: hova lesznek a tipikusan gyermekkorban diagnosztizált kórképek felnőttkorban? Neuropsychopharmacol Hung. 11(3):151-159 (2009)
- Balazs J, Besnyő M, Gádoros J. Methylphenidate- Induced Orofacial and Extremity Dyskinesia. J Child and Adoles Psychopharm 17(3):378-82 (2007)
- Balazs J. A figyelemhiányos/hiperaktivitás zavar: tünetek, diagnózis és kezelés. Gyermekgyógyászat- 6(5): 314-318 (2007)
- Balazs J, Benazzi F, Rihmer Z, Rihmer A, Akiskal KK, Akiskal HS. The close link between suicide attempts and mixed (bipolar) depression: Implications for suicide prevention. J Affect Disord 91: 133–138 (2006)

## Lektorálás szaklapoknál
- Alkalmazott Pszichológia
- International Journal of Clinical Practice
- J Abnormal Child Psychology
- J Affective Disorders
- J Child and Adolescent Psychopharmacology
- Magyar Pszichológiai Szemle
- Psychiatry Research
- Psychiatrica Hungarica
- Pszichológia
- Revista Brasileira de Psiquiatria

## Tanácsadó testületi tagság
- World Journal of Psychiatry (WJP)
- Journal of Behavioral Addictions
- Journal of Affective Disorders